# عهد ما بعد الحاسوب الشخصي

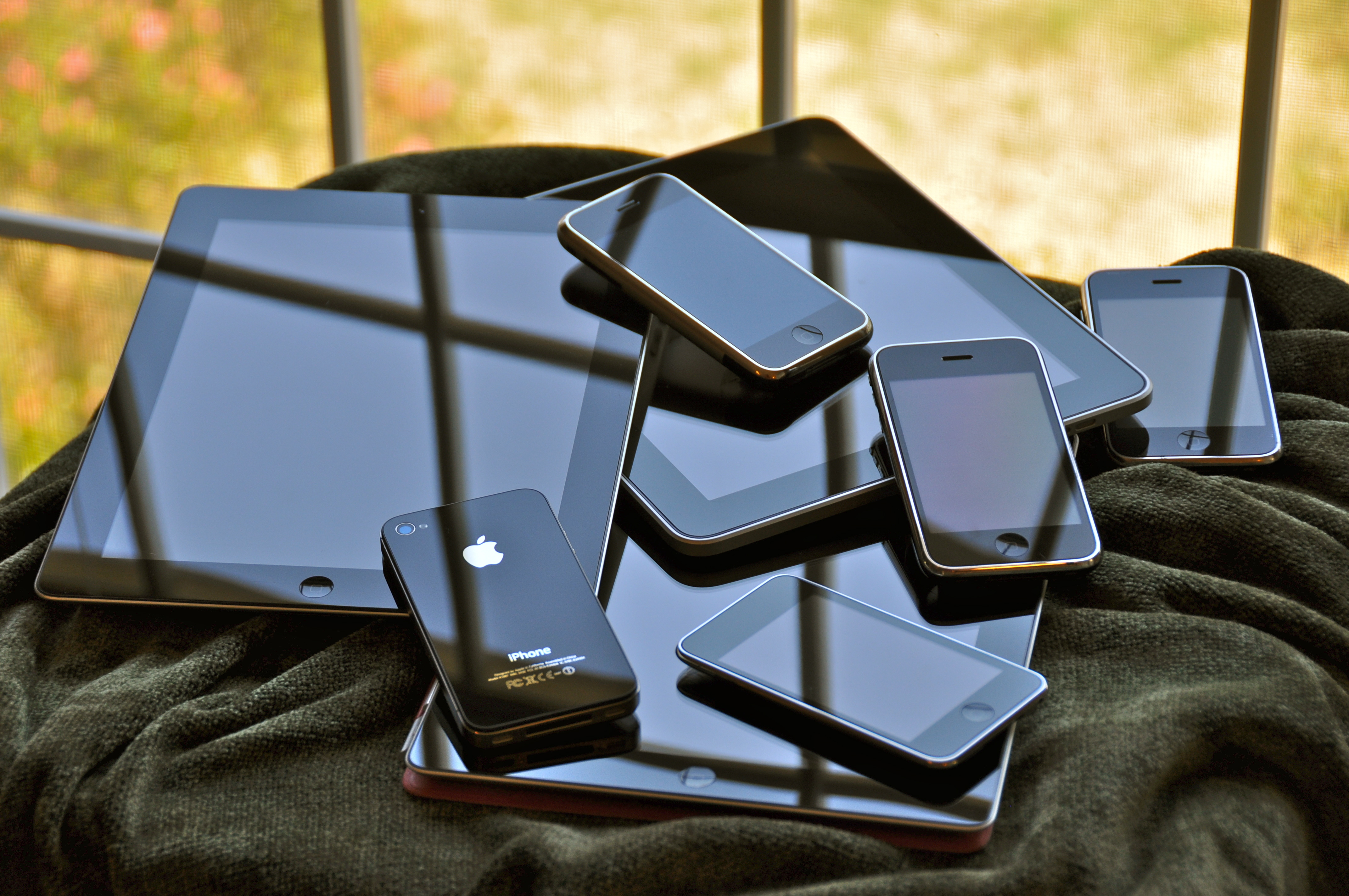
مجموعة مختارة من أجهزة أبل، تشمل طرازات متنوعة من آي فون وآي باد وآي بود تاتش وتعتبر كلها أمثلة «للأجهزة التالية للحاسوب الشخصي».

عهد ما بعد الحاسوب الشخصي هو اتجاه السوق الذي ينطوي على تخفيض مبيعات أجهزة الحاسوب الشخصية لصالح الأجهزة التالية للحاسوب الشخصي؛ التي تضم الأجهزة المحمولة مثل الهواتف الذكية وأجهزة الحاسوب اللوحية. وفي الأجهزة التالية للحاسوب الشخصي، يتقلص استخدام التطبيقات التقليدية لصالح تطبيقات الهواتف النقالة وتطبيقات الشبكة عبر الأنظمة كبديل للبرامج التي يتم استخدامها فقط على الحاسوب الشخصي، إلى جانب التركيز على سهولة الحمل والاتصال.
وقد أثرت شعبية الأجهزة التالية للحاسوب الشخصي المتزايدة على اقتصاد قطاع أجهزة الحاسوب: حيث تراجعت مبيعات أجهزة الحاسوب الشخصية مقابل المبيعات المتزايدة للأجهزة المحمولة.

## الخصائص
في مقال افتتاحي لجريدة نيوزويك عام 1999، توقع كبير المديرين التنفيذيين لشركة مايكروسوفت بيل غيتس مشهدًا أطلق عليه اسم «بي سي بلس»، حيث يتم استخدام أجهزة الحاسوب الشخصية بجانب الأجهزة التي يمكنها مزامنة البيانات بسلاسة (مثل أحداث التقويم، والملفات، وحسابات البريد الإلكتروني، وغيرها) لتسهيل الوصول إليها أينما يحتاجها المستخدم 
وفي مؤتمر جمعه ببيل غيتس (مؤتمر كل شيء أصبح رقميًا عام 2007)، وصف مؤسس أبل ستيف جوبز مفهومًا مشابهًا يُعرف باسم «جهاز ما بعد الحاسوب الشخصي»، وهي فئة من الأجهزة ليست للأغراض العامة، بل تركز بشكل فعلي أكثر على الوظائف المخصصة، سواء أكانت هواتف أو أجهزة آي بود أو أجهزة زون أو ما إلى ذلك. قائلاً انه يعتقد أن هذه الفئة من الأجهزة ستستمر في كونها ابتكاريةً وسنرى العديد منها. «ورأى جوبز أنه برغم هذه التطورات، إلا أننا سنستمر في استخدام الحاسوب الشخصي، سواءً أكانت حاسوب لوحي، أم حاسوب دفتري أو، كما تعرف، جهاز المكتب الذي تقتنيه في بيتك أو أيًا كان.» اقترح جيتس انتشار أشكالٍ عديدةٍ لهذه الأجهزة، بما فيها الأجهزة اللوحية كاملة الحجم، والهواتف الصغيرة، و10 قدم التي يتم وضعها بغرف المعيشة.
عند تقديم خدمة أبل آي كلاود في عام 2011، أوضح جوبز أن النظام الأساسي الجديد من شأنه استبدال الحاسوب الشخصي «كجهاز إدارة» بأجهزة المستخدم المزودة بسحابة جميع أجهزة المستخدم، بما في ذلك الحاسوب الشخصي، قد تتمكن من مزامنة الوسائط والملفات الأخرى والوصول إليها بين الأنظمة الأساسية. وقد واصل كبير المديرين التنفيذيين لشركة أبل تيم كوك في تفصيل مفهوم أن الحاسوب الشخصي لم يعد بالضرورة مركزًا لحياة الفرد الرقمية، وأوضح أن الأجهزة المحمولة مثل الأجهزة اللوحية والهواتف الذكية ستكون أكثر قابلية للحمل، وأكثر خصوصيةً وأسهل بشكل كبير في الاستخدام من أي جهاز حاسوب في أي وقت مضى.
ومن الناحية التكنولوجية، قارن جيسون برلو الأجهزة التالية للحاسوب الشخصي بأنظمة الحاسوب المركزية في السبعينيات ولكن تم تحسينها بواسطة استخدام الحوسبة السحابية لتقديم بنية تحتية أكثر تباينًا ومرونةً لكي تعمل عليها الخدمات عبر الإنترنت، واستخدام محاكاة سطح المكتب الافتراضية لخدمة التطبيقات التي تعمل فقط على الحاسوب الشخصي عند الحاجة إليها حيث تتجه الشركات نحو استخدام التطبيقات. وقد رأى مات باكستر رينولدز أن أهم النقاط التي اثرت على مبيعات اجهزة ما بعد الحاسوب الشخصي هي افتقارها للأداء الوظيفي؛ معتبرًا أن تصميمها المبسط والأكثر أمانًا جعلها أقل تهديدًا للمستهلكين بالمقارنة بأجهزة الحاسوب التقليدية. وافتقارها للوحة المفاتيح (بخلاف الأجهزة الدفترية) ساهم في تحسين قابلية الحمل، كما أشار إلى تركيزها على الاتصال أيضًا.

## استجابة السوق
خلال المناسبة التي تم فيها كشف النقاب عن الجيل الثالث من آي باد ذكر تيم كوك أن شركة أبل قامت ببيع 172 مليون وحدة من أجهزة آي بود، وآي فون، وآي باد في عام 2011 فقط (يبلغ مجموعها 76٪ من عائدات الشركة الإجمالية)، كما فاق عدد أجهزة آي باد اللوحية التي باعتها في الربع الأخير من عام 2011 ما باعته من أجهزة الحاسوب الشخصية في جميع أنحاء العالم.["Fighting Words: What Apple Means When It Says 'Post-PC'". Wired. مؤرشف من الأصل في 2013-12-08. اطلع عليه بتاريخ 2012-06-10.]["Apple's Cook: 172 million 'post-PC' devices in the last year". CNET. مؤرشف من الأصل في 2013-10-20. اطلع عليه بتاريخ 2012-06-10.] وكذلك في الربع الثالث من عام 2012، انخفضت مبيعات الحاسوب الشخصي في جميع أنحاء العالم بنسبة 8.6٪ بالمقارنة بعام 2011.["x86 processor shipments drop steeply in third quarter as Intel gains on AMD". PC World. مؤرشف من الأصل في 2019-06-06. اطلع عليه بتاريخ 2012-12-05.] كما أثر تهديد الأجهزة التالية للحاسوب الشخصي على منتجي معالجات x86 التي تستخدمها عادةً أجهزة الحاسوب الشخصية؛ العديد من الهواتف الذكية والأجهزة اللوحية يستخدم معالجات من طراز إيه آر إم منخفضة الطاقة التي تصنعها شركات مثل إنفيديا وكوالكوم بدلاً من معالجات x86 التي تبيعها شركات مثل إنتل وإيه إم دي. وقد أثر تراجع مبيعات أجهزة الحاسوب الشخصية بشكل مباشر في مبيعات المعالجات الخاصة بهذه الشركات؛ بينما واصلت إنتل كسب حصة في السوق أكثر من أيه إم دي في الربع الثالث من عام 2012، كما انخفضت طلبيات المعالجات في جميع أنحاء العالم بنسبة 9٪ مقارنة بالربع الثالث من عام 2011.